# Phlebotomus comatus
Phlebotomus comatus är en tvåvingeart som beskrevs av Michail Artemjev 1978. Phlebotomus comatus ingår i släktet Phlebotomus och familjen fjärilsmyggor. Inga underarter finns listade i Catalogue of Life.